# Harold Osborne
Harold Osborne (Wakefield, Yorkshire, março de 1905 - Suiça março de 1987) foi um professor, escritor e crítico de arte, foi um dos fundadores da British Society of Aesthetics em julho de 1960.
A British Society of Aesthetics é uma das principais organizações internacionais a promover a discussão e a pesquisa de Arte, Harold Osborne fundou a instituição junto com Sir Herbert Read. Foi também editor do The British Journal of Aesthetics (1960-1977), publicação desta sociedade (in Diffey & The Continuum Encyclopedia of British Philosophy).
Reconhecido crítico de arte, é autor de dois livros Estética e Teoria da Arte (Aesthetics and Art Theory - An Historical Introduction, 1968), publicado em 1974, e A Apreciação da Arte (The Art of Apreciation, 1970), 1978. Publicações fundamentais para o estudo da arte e da crítica de arte nas principais universidades brasileiras.

## Biografia
Harold Osborne nasceu em 1905 e foi levado para Wakefield, em Yorkshire. Ele estudou na Escola Básica de Wakefield ao lado de outros homens de arte e de estética de Yorkshire, como Henry Moore e Herbert Read. Na Universidade de Cambridge distinguiu-se em estudos clássicos e filosofia.
Osborne cumpriu serviço militar o que lhe deverá ter dado experiências muito além do circuito acadêmico. Esteve assim ao serviço do Governo britânico em La Paz, Bolívia. Seus livros, Indians of the Andes (1952) e Bolivia: A Land Divided (1954), foram um resultado deste período da sua vida. Ele voltou para a Inglaterra em 1952.
Foi conhecido em todo mundo pelas suas teorias filosóficas sobre estética e a sua reputação foi além de um círculo restrito de filósofos.

## Filosofia
Escreveu The Art of Appreciation (1970), onde defende que as artes estimulam e expandem os poderes de percepção.
Osborne equipara percepção com apreciação e caracteriza experiência estética como percepção. Ele entende que a experiência estética de uma obra de arte dirige a atenção ao longo de um campo sensorial limitado, focando o campo das qualidades consoante a sua inerente intensidade, as suas semelhanças e contraste, e os seus agrupamentos específicos. Essa percepção é total e completa e processa-se sem o tipo de edição que caracteriza as nossas atividades e rotinas diárias. Experiência estética envolve o exercício da visão integrada.
O tipo de arrebatamento que caracteriza o interesse estético também dá à experiência estética a característica emocional da cor; o seu estado de espírito, que Osborne pensa se aproximar da serenidade, mesmo quando o objeto analisado tem um caráter dinâmico.
Também é importante perceber que a absorção perceptual no objeto de experiência estética implica estarmos menos conscientes dos nossos próprios sentimentos e mais consciente das qualidades e propriedades do objeto; É como se nós habitássemos o próprio objeto. As exigências da consciência perceptível e a obrigação de ver o objeto em toda a sua complexidade também tendem a desencorajar o mero consumo de reflexões e associações.
Experiência estética tem assim um rigor característico; é necessária imaginação para compreender as qualidades de trabalho, mas a imaginação está também a ser julgada.
Outra característica da experiência estética é que a aparência se sobrepõe a existência no aspecto material. O fato de um objeto ser uma coisa material existente no mundo é de menor interesse do que o imaginário que o próprio material sugere. Esse imaginário adaptado sustenta consciência no modo estético em parte porque ele liberta-nos em direção a novos mundos. A consciência própria não desaparece por completo; se assim fosse correríamos o risco de perder o contacto com as qualidades e significados da obra de arte.
Osborne lembra que percepção estética é exercida em muitos aspectos da vida humana, mas ele considera que os trabalhos de belas artes e os seus homólogos em natureza são capazes de aumenta-la na sua plenitude. É o mesmo que dizer que os trabalhos de arte podem apurar as faculdades perceptivas e para que sejam apreendidas de forma adequada exigem uma, cada vez mais, delicadeza mental.
É central na teoria de Osborne a elevada consciência aumentada das coisas que as pessoas sentem durante a experiência estética. Esta consciência não só faz sentir mais vital, desperto, e alerta que de costume, como também permite a mente trabalhar com maior liberdade e eficiência. As novas descobertas e abordagens são a constante recompensa.
Osborne argumenta que percepção, como a razão, deve ser cultivada para seu próprio bem. Mas enquanto razão encontra maior saída e a expansão em filosofia, lógica, matemática e no referencial teórico científico, o cultivo de percepção sempre foi o motivo para a expressão das necessidades e aspirações espirituais. Seja qual for a ideologia adotada, a libertação dos constrangimentos da vida material com propósito de compreender em pleno e livremente a humanidade de cada um é uma quase realidade universalmente suspirante e um ideal a seguir.

## Obra
- Indians of the Andes: Aymaras and Quechuas, (1952);[3]
- Theory of Beauty: An Introduction to Aesthetics, (1952);[4]
- Aesthetics and Art Theory: An Historical Introduction, (1970);[5]
- A Apreciação da Arte (The Art of Apreciation), (1970);
- South American Mythology, (1997);[6]
- Bolivia: A Land Divided, (1985);[7]